# Stas Piecha

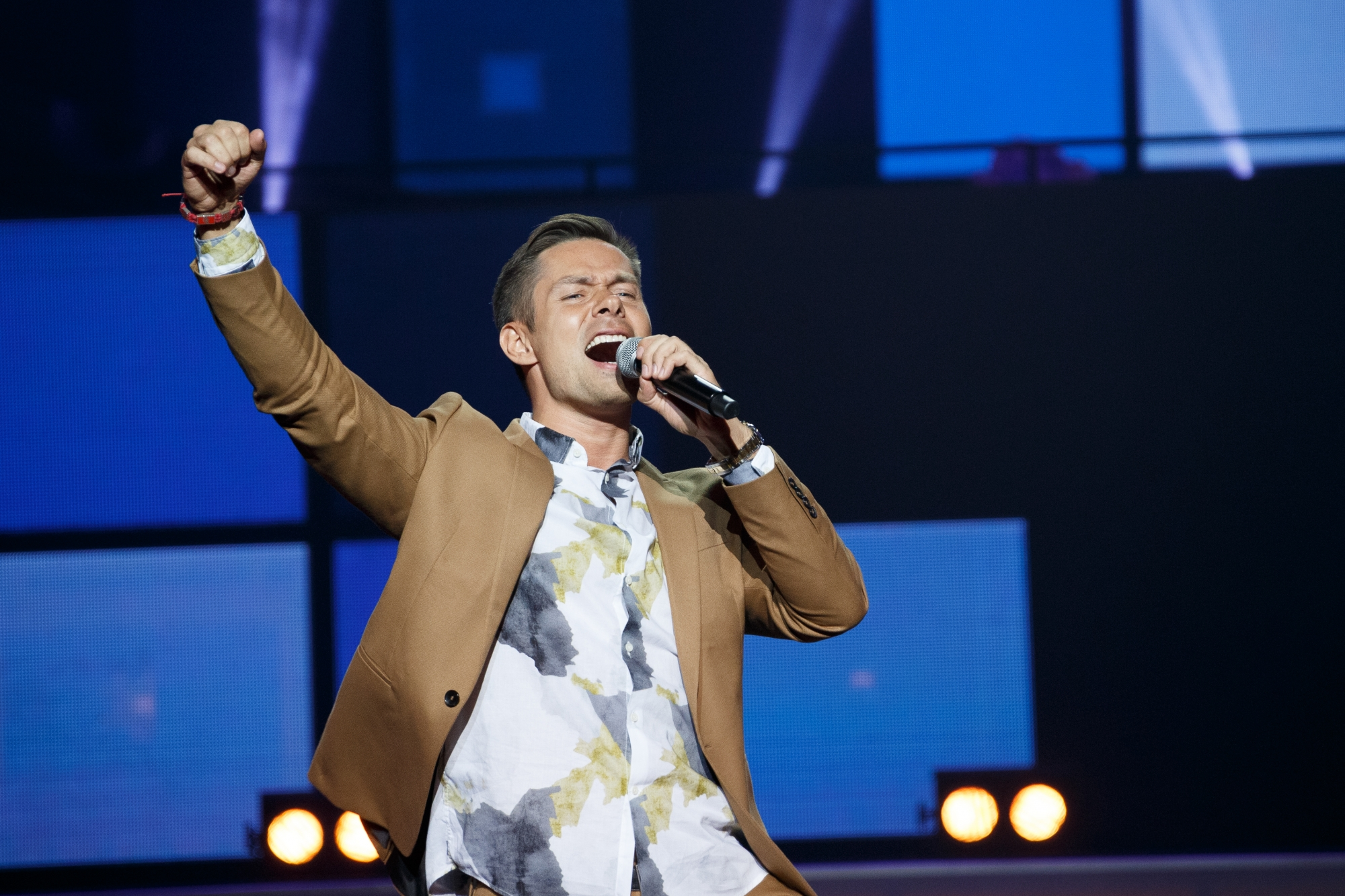
Stas Piecha na koncercie (2018)

Stas Piecha (ros. Стас Пьеха, właściwie Stanisław Piatrasowicz Piecha, ros. Станислав Пятрасович Пье́ха, nazwisko rodowe Gerulis, lit. Stanislavas Gerulis; ur. 13 sierpnia 1980 w Leningradzie) – rosyjski piosenkarz, muzyk i prezenter telewizyjny pochodzenia polskiego i litewskiego. Wnuk piosenkarki Edyty Piechy i kompozytora Aleksandra Broniewickiego, syn Iłony Broniewickiej.

## Życiorys

### Wczesne lata
Urodził się 13 sierpnia 1980 roku w Leningradzie. Jego babcią była Edyta Piecha (ur. 1937), a dziadkiem Aleksandr Broniewicki (1931–1988), radziecki kompozytor, dyrygent chóralny, założyciel i dyrektor pierwszego w ZSRR zespołu wokalno-instrumentalnego „Przyjaźń”, a matką Iłona Broniewicka (ur. 1961). Ojciec Stasa, Petras Gerulis, jest litewskim wokalistą jazzowym i muzykiem, a także reżyserem teatralnym. Małżeństwo rodziców Stasa rozpadło się w 1981 roku. Jego ojciec mieszka w Wilnie. Ojczym, Jurij Bystrow, jest muzykiem, pianistą, kompozytorem i pełnił funkcję dyrektora muzycznego Teatru Buff. Przyrodnia siostra Piechy, Erika Bystrowa (ur. 20 maja 1986), jest architektem i projektantką wnętrz.
Babcia Edyta straciła ojca we wczesnym dzieciństwie i obiecała sobie, że nazwie swojego syna Stanisław na cześć ojca, ale urodziła córkę, Iłonę. Syn Broniewickiej otrzymał imię Stas. Spędził dzieciństwo podróżując i odbywając trasy koncertowe ze swoją babcią, podczas gdy jego matka zajmowała się karierą solową. W wieku 7 lat, za namową babci, Stas rozpoczął naukę w Szkole Chóralnej przy Kapeli Glinki w Leningradzie ze specjalnością gry na fortepianie i śpiewu chóralnego, przyjmując przy tym nazwisko Piecha. Następnie kontynuował edukację muzyczną na wydziale muzyki pop i jazzu Państwowej Szkoły Muzycznej im. Gniesinych.

### Kariera

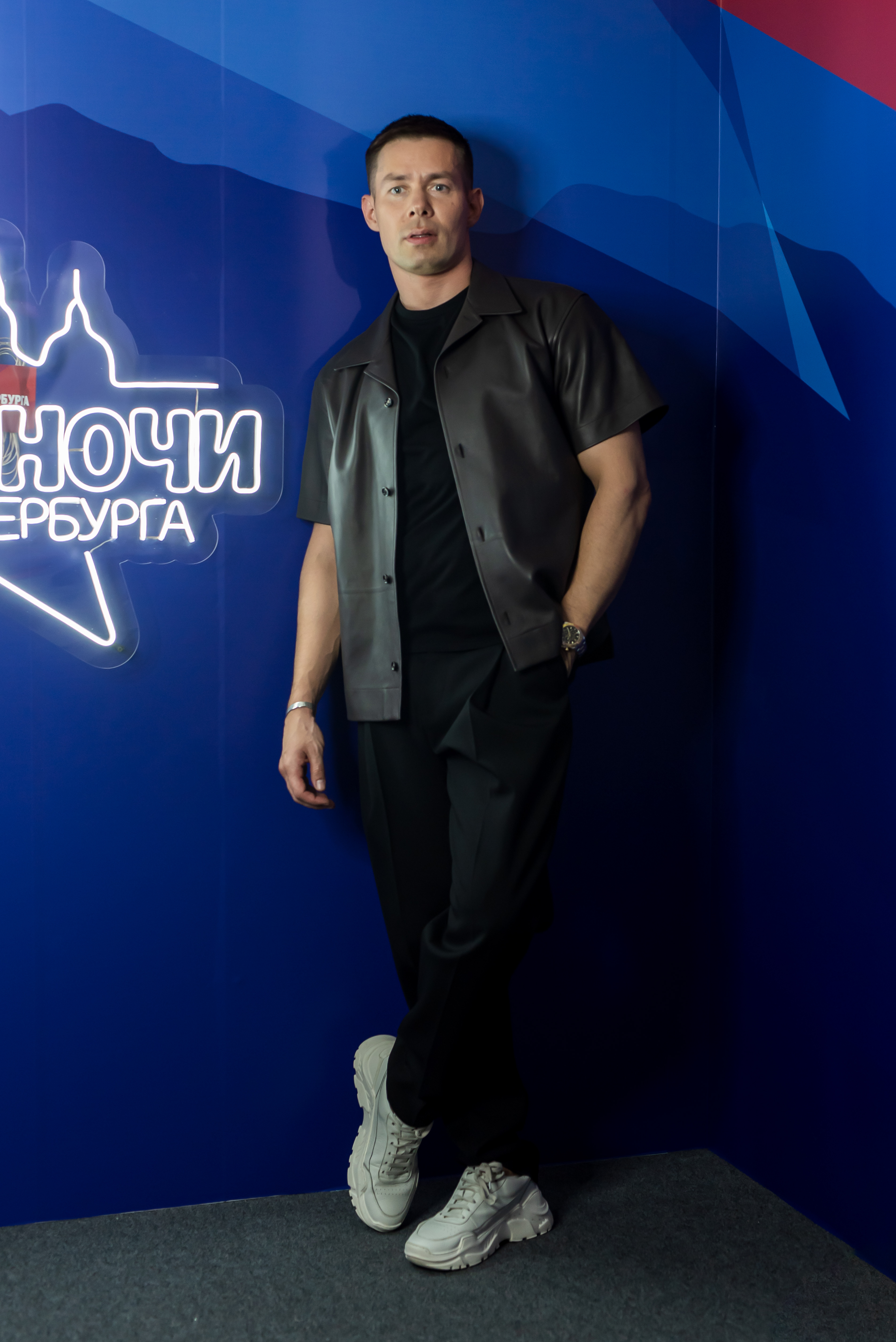
Stas Piecha (2021)

W latach 2003–2004 współpracował z piosenkarką Piełagieja.
W 2004 roku przeszedł casting i został uczestnikiem projektu telewizyjnego rosyjskiego Pierwszego Kanału „Fabrika Zwiozd 4” (dosłownie „Fabryka Gwiazd”, format oparty na amerykańskim Idolu). To właśnie w tym programie powstał jego pierwszy przebój – piosenka „Odna zwiozda”, napisana przez kompozytora Wiktora Drobysza. Na jednym z koncertów finałowych Piecha zaśpiewał w duecie z Waleriją piosenkę „Otpusti mienia”. W „Fabrice Zwiozd” Piecha wykonał w sumie około 20 duetów. Zaśpiewał m.in. balladę rockową „July Morning” wspólnie z Kenem Hensleyem. Był jednym z trzech zwycięzców sezonu, w nagrodę otrzymując finansowanie produkcji solowego albumu, nakręcenie teledysku i skuter.
W latach 2008 i 2009 Piecha był współprowadzącym programu telewizyjnego „Cosmopolitan. „Widieowiersija” w stacji TNT.
W 2011 roku wziął udział w muzycznym show „Hołos krajiny” na ukraińskim kanale telewizyjnym „1+1” jako trener uczestników. Brał też udział w programie „Zwiozdy w Opiere”, produkowanym i emitowanym na kanale 1+1. W 2012 roku z Mariją Kożewnikową wziął udział w czwartym sezonie programu telewizyjnego „Dwie zwiozdy”. Nie zajęli żadnych miejsc premiowanych.
W programie „Nasz wychod!” drugie miejsce zajęła rodzina Filimonowów, którą Stas Piecha prowadził jako terner. W 2013 roku wziął udział w projekcie muzycznym kanału telewizyjnego Rossija 1 „Hit”.
5 października 2013 roku w Rosyjskim Radiu odbyła się premiera nowej piosenki Piechy „Ja s Toboj”.
11 lutego 2017 roku został jednym z jurorów dziecięcego programu muzycznego „Ty supier!” na antenie telewizji NTW. W maju 2021 roku dołączył do jury programu „Jesteś super! 60+” wraz z Igorem Krutojem, Dianą Arbieniną i Iriną Dubcową. W 2021 roku wziął udział w 2. sezonie programu „Maska” na kanale NTW w roli Niewalaszki. Pozostał w programie do 11. odcinka, gdzie zajął 5. miejsce.
W listopadzie 2021 roku dołączył do grona jurorów programu „Superstar! Wozwraszczenije” na kanale NTW, gdzie jego współpracownikami byli Siergiej Sosiedow, Liera Kudriawcewa i Masza Rasputina (od 2023 Natasza Korolowa).
7 maja 2023 roku wziął udział w specjalnym odcinku programu „Maska” z okazji urodzin Waleriji, gdzie ukrywał się pod postacią Serca.

### Polityka
6 lutego 2012 roku został oficjalnie wpisany na listę osób zaufanych kandydata na prezydenta Federacji Rosyjskiej, ówczesnego przewodniczącego rządu Federacji Rosyjskiej Władimira Putina.
W sierpniu 2015 roku na wniosek administracji obwodu odeskiego Piesze odmówiono wjazdu na Ukrainę „z powodu jego poparcia dla okupacji Krymu”.
W 2018 roku poparł kandydata na mera Moskwy Siergieja Sobianina.
7 stycznia 2023 roku, w związku z inwazją Rosji na Ukrainę, został prawdopodobnie wpisany na listę osób objętych sankcjami Ukrainy polegającymi m.in. na blokowaniu aktywów, całkowitym wstrzymaniu działalności handlowej i wstrzymaniu realizacji zobowiązań gospodarczych i finansowych.

## Życie osobiste
Był mężem modelki i DJ-ki Nataliji Gorczakowej. Ich syn Piotr urodził się 22 marca 2014 roku.
W 2008 roku otworzył ośrodek rehabilitacyjny dla osób uzależnionych od narkotyków.
W 2017 roku oświadczył, że jego matka Iłona Broniewicka często jeździła w trasy koncertowe i spędzała z nim i jej rodziną mało czasu, w wyniku czego w wieku 15 lat rozwinął się u niego poważny nałóg alkoholowy, z którego udało mu się wyjść dopiero dwie dekady później. W 2017 roku oświadczył, że uzależnił się od heroiny i przestał zażywać narkotyki dopiero po trzykrotnym przyjęciu na oddział intensywnej terapii i przeżyciu zawału serca w wieku 34 lat. W październiku 2018 roku trafił do szpitala z powodu ataku ostrego zapalenia trzustki.